# The ReVe Festival: Day 1
The ReVe Festival: Day 1은 대한민국의 걸 그룹 레드벨벳의 6번째 대한민국 EP로, 2019년 6월 19일 SM엔터테인먼트를 통해 발매되었다. EP는 6월 4일 발표되었고, 예약 주문도 동시에 이루어졌다. 타이틀 곡은 Zimzalabim이며, "The ReVe Festival" 3부작의 첫 발매판이기도 하다. EP는 대한민국 가온 앨범 차트에서 1위를 달성했다.

## 배경
EP의 이름은 레드벨벳의 약자인 "ReVe"로 정해졌다. 이는 프랑스어에서 "꿈" 또는 "환상"을 의미하며, 동시에 레드벨벳의 두 번째 콘서트인 REDMARE의 마스코트인 가공의 로봇 이름이기도 하다. 타이틀곡인 "Zimzalabim"은 "리듬감 있는 북과 멋진 멜로디가 곁들어진 매력적인 일렉트로 팝"으로 묘사되었다.

## 프로모션
EP의 발매 소식은 2019년 6월 4일 소셜 미디어를 통해 공개되었는데, 그룹 멤버들의 이름과 제목, 날짜가 적힌 금동전의 티저 이미지가 함께 공개되었다. 6월 10일, 레드벨벳은 그들의 소셜 미디어를 통해 타이틀 곡이 짐살라빔이라고 공개하였다.

## 트랙
| #            | 제목                        | 작사               | 작곡             | 재생 시간 |
| ------------ | --------------------------- | ------------------ | ---------------- | --------- |
| 1.           | 〈짐살라빔 (Zimzalabim)〉   | 이스란             | (편곡: )         | 3:10      |
| 2.           | 〈Sunny Side Up!〉          | 전간디             | (편곡: 문샤인)   | 3:23      |
| 3.           | 〈Milkshake〉               | 김보은 (잼 팩토리) | (편곡: 문샤인)   | 3:30      |
| 4.           | 〈친구가 아냐 (Bing Bing)〉 | 김수진 (잼 팩토리) | (편곡: )         | 3:27      |
| 5.           | 〈안녕, 여름 (Parade)〉     | 서지음             | (편곡: 트리니티) | 3:13      |
| 6.           | 〈LP〉                      | 서지음             | (편곡: )         | 3:27      |
| 총 재생 시간 | 총 재생 시간                | 총 재생 시간       | 총 재생 시간     | 20:10     |

## 발매 역사
| 지역     | 날짜            | 포맷                      | 라벨           |
| -------- | --------------- | ------------------------- | -------------- |
| 대한민국 | 2019년 6월 19일 | 디지털 다운로드, 스트리밍 | SM엔터테인먼트 |
| 다양함   | 2019년 6월 19일 | 디지털 다운로드, 스트리밍 | SM엔터테인먼트 |